# Elisabeth Johansen
Elisabeth Maria Sara Johansen (født 1. august 1907 i Uummannaq, død 21. juni 1993 samme sted) var en grønlandsk politiker.
Hun var den eneste kvinde som blev valgt ind i Grønlands Landsråd, forløberen til dagens Grønlands Landsting. Hun blev valgt ind for Uummannaq distriktet. Hun kom fra en politisk aktiv familie – bl.a. var hendes far (Johan Henningsen) et markant medlem af Grønlands Landsråd, da det blev etableret i 1911. Først i 1948 fik grønlandske kvinder ret til at stille op som kandidater til politiske valg.
Hun var uddannet jordemor, og havde dette som job. Men ved valget til et nyt Landsråd i 1959 blev hun opfordret til at stille op som kandidat,og hun blev valgt ind, og sad som Landsrådsmedlem til 1975 da hun gik på pension. Hele denne periode som den eneste kvinde i Landsrådet.
Da det grønlandske partier blev stiftet i 1977 meldte hun sig ind i partiet Siumut, og var medlem der til din død.
Hun blev ofte kaldt det eneste mandfolk i Grønlands Landsråd, hvilket siger meget om hendes position i grønlands politik.
Hun var gift med Karl Isak Kristian Victor Johansen, og fik 5 børn. To af disse blev også politikere; Severin og Lars Emil Johansen.

## Udmærkelser
- 1960 – Den Kongelige Belønningsmedalje i sølv[2]
- 1973 – Ridder af Dannebrogordenen[2]
- 1981 – Æresborger i Uummannaq
- 1989 – Nersornaat, Grønlands Hjemmestyres fortjenstemedalje, i sølv[2]